# Fünfunddreißig

Die 35 Hexominos

Die Fünfunddreißig (35) ist die natürliche Zahl zwischen Vierunddreißig und Sechsunddreißig. Sie ist ungerade.

## Mathematik
- Sie ist die kleinste Tetraederzahl, die das Produkt eines Primzahlzwillings ist.

- Es gibt genau 35 Hexominos.[1]
- Die zyklische Gruppe {\displaystyle \mathbb {Z} /35\mathbb {Z} } ist bis auf Isomorphie die einzige Gruppe mit 35 Elementen, wie aus den Sylow-Sätzen folgt.[2]

## Chemie
35 ist die Ordnungszahl von Brom.

## Recht
Das Mindestalter für den Präsidenten der Vereinigten Staaten ist in der Verfassung auf fünfunddreißig Jahre festgelegt.